# La Clinge

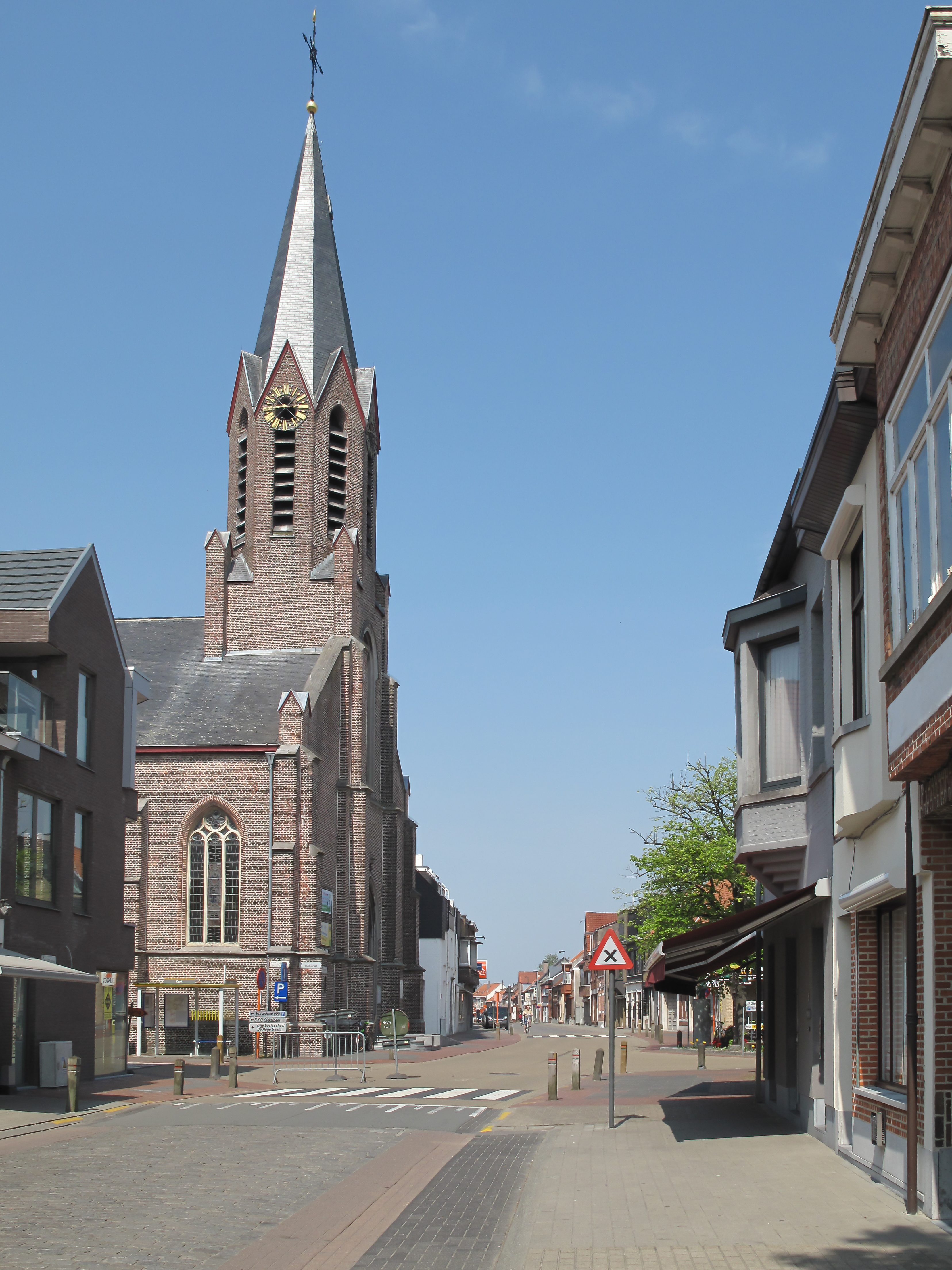
De Klinge, église (parochiekerk Onze Lieve Vrouwe Hemelvaart) dans la rue

La Clinge (en néerlandais : De Klinge) est une section de la commune belge de Saint-Gilles-Waes située en Région flamande dans la province de Flandre-Orientale. C'était une commune à part entière avant la fusion des communes de 1977.
La Clinge forme une seule agglomération avec le village néerlandaise de Clinge.

## Démographie

### Évolution démographique
- Sources : INS, Rem. : 1831 jusqu'en 1970 = recensements, 1976 = nombre d'habitants au 31 décembre[2].